# Racionalismo crítico: una reformulación y defensa
Racionalismo crítico: una reformulación y defensa (1994) es un libro sobre la filosofía de la ciencia escrito por el filósofo David Miller. Entre las reseñas del libro se incluyen las de John Watkins en la British Journal for the Philosophy of Science y Michael Redhead en Analytic Philosophy.
El libro busca reformular y ampliar la epistemología de Karl Popper, cuya filosofía general ha sido denominada «racionalismo crítico».
La obra critica el uso generalizado de las «buenas razones» (incluyendo la evidencia que supuestamente respalda el contenido adicional de una hipótesis). Miller sostiene que las buenas razones no son ni alcanzables ni deseables. En esencia, el argumento —que él califica como «tediosamente familiar»— es que todos los intentos de brindar apoyo válido a una afirmación mediante argumentos son o bien circulares o están viciados por una petición de principio. Es decir, si uno presenta un argumento deductivo válido (una inferencia de premisas a una conclusión) para una afirmación determinada, entonces el contenido de la afirmación ya debe estar contenido en las premisas del argumento (si no lo está, entonces el argumento es ampliativo y, por tanto, inválido). Por ello, la afirmación ya está presupuesta por las premisas y no está más «respaldada» que las propias suposiciones en las que se basa, es decir, se incurre en una petición de principio.